# Марковальдо, или Времена года в городе
«Маркова́льдо, или Времена года в городе» (ит. Marcovaldo ovvero Le stagioni in cittá) — цикл новелл для детей, написанный итальянским писателем Итало Кальвино. Работать над новеллами Кальвино начал в 1952 году, впервые они были опубликованы в итальянском издательстве Einaudi (серия «Детские книги») в ноябре 1963 года.
Сборник переведён на русский язык в 2023 году.

## Композиция цикла
Всего в цикле двадцать новелл, и к каждой из них даётся уточнение, в какое время года разворачивается сюжет:
1. «Funghi in città (primavera)» / «Грибы в городе (весна)»
2. «La villeggiatura in panchina (estate)» / «Отдых на скамейке (лето)»
3. «Il piccione comunale (autunno)» / «Городской голубь (осень)»
4. «La città smarrita nella neve (inverno)» / «Город, затерянный в снегу (зима)»
5. «La cura delle vespe (primavera)» / «Осиная терапия (весна)»
6. «Un sabato di sole, sabbia e sonno (estate)» / «Солнечная суббота, песок и сон (лето)»
7. «La pietanziera (autunno)» / «Контейнер для обеда (осень)»
8. «Il bosco sull’autostrada (inverno)» / «Лес на шоссе (зима)»
9. «L’aria buona (primavera)» / «Свежий воздух (весна)»
10. «Un viaggio con le mucche (estate)» / «Путешествие с коровами (лето)»
11. «Il coniglio velenoso (autunno)» / «Ядовитый кролик (осень)»
12. «La fermata sbagliata (inverno)» / «Не та остановка (зима)»
13. «Dov'è più azzurro il fiume (primavera)» / «Где река голубее (весна)»
14. «Luna e gnac (estate)» / «Луна и Gnac (лето)»
15. «La pioggia e le foglie (autunno)» / «Дождь и листья (осень)»
16. «Marcovaldo al supermarket (inverno)» / «Марковальдо в супермаркете (зима)»
17. «Fumo, vento e bolle di sapone (primavera)» / «Дым, ветер и мыльные пузыри (весна)»
18. «La città tutta per lui (estate)» / «Весь город для него (лето)»
19. «Il giardino dei gatti ostinati (autunno)» / «Сад упрямых котов (осень)»
20. «I figli di Babbo Natale (inverno)» / «Дети Санта Клауса (зима)»
Во внешней композиции очень важна смена времен года, который начинается с весны и заканчивается зимой. Четыре новеллы (четыре сезона) охватывают год. После этого снова повторяется эта же схема: лето, осень, зима, весна. Так повторяется пять раз, и цикл завершается зимой. Из этого можно сделать вывод, что читателю показана жизнь героя в течение пяти лет.
На протяжении всего цикла противопоставляются искусственность города и естественность природы. Делается акцент на неоновом свете, загрязнении города бетоном, цементом и другими искусственными материалами, которые отнимают у людей свежий воздух и свободу. Огромное количество машин угрожает жизни человека — несколько раз Марковальдо рискует быть сбитым автомобилем.
Последовательность новелл выстраивается не по дате написания (например, новелла «Funghi in città (primavera)» / «Грибы в городе (весна)» была написана в 1952 году, "La villeggiatura in panchina (estate) / «Отдых на скамейке (лето)» в 1963, а «Il piccione comunale (autunno)» / «Городской голубь (осень)» в 1953 и т. д.), а по мере нарастания напряжения в противостоянии героя и города, которое увеличивается из новеллы в новеллу.

## Главный герой
Во всех рассказах «Марковальдо, или Времена года в городе» есть сквозной герой — это чернорабочий по имени Марковальдо, глазами которого показывается особый мир. Главный герой переехал в город из села, и городская жизнь ему чужда. Он любит природу и очень тонко её чувствует, но природные явления, с которыми он встречается в городе, радуют его недолго. После этого он испытывает разочарование в городской жизни.
В первой новелле происходит знакомство с героем по имени Марковальдо, в ней же отмечается его умение видеть то, что не под силу увидеть городскому обывателю: «Il vento, venendo in città da lontano, le porta doni inconsueti, di cui s’accorgono solo poche anime sensibili, come i raffreddati del fieno, che starnutano per pollini di fiori d’altre terre. Un giorno, sulla striscia d’aiola d’un corso cittadino, capitò chissà donde una ventata di spore, e ci germinarono dei funghi. Nessuno se ne accorse tranne il manovale Marcovaldo che proprio lì prendeva ogni mattina il tram». / «Приходя издалека, ветер приносит городу необыкновенные дары. Их замечают лишь немногие чувствительные натуры, как например аллергики, чихающие от пыльцы цветов с иных земель. Как-то раз в траву на одной из городских улиц, непонятно откуда, принесло споры, и в ней проросли грибы. Никто этого не заметил, кроме рабочего Марковальдо, который как раз там садился каждое утро на трамвай».
Кальвино утверждал, что на создание такого персонажа, как Марковальдо, его вдохновил кладовщик издательства, в котором Кальвино работал, а в основе новеллы «Грибы в городе» лежит реальная история (кладовщик нашёл грибы, съел их и отравился) — она задала начало всему сборнику.